# Flughafen Niigata

i7
i11
i13
Der Flughafen Niigata (japanisch 新潟空港 Niigata Kūkō, IATA-Code: KIJ, ICAO-Code: RJSN) ist ein Regionalflughafen der japanischen Stadt Niigata. Er liegt etwa acht Kilometer nordöstlich der Stadt Niigata. Der Flughafen Niigata gilt nach der japanischen Gesetzgebung als Flughafen zweiter Klasse.